# 高橋敦史
高橋 敦史（たかはし あつし、1972年7月8日 - ）は、日本のアニメ監督・演出家。たかはし あつし名義で脚本を担当することもある。スタジオジブリ出身。その後、マッドハウスを経て、現在はフリーランス。

## 来歴
1998年に東小金井村塾で宮崎駿に演出について学んだ後、スタジオジブリ入社。『ホーホケキョ となりの山田くん』の制作進行を経て、『千と千尋の神隠し』（2001年公開）にて宮地昌幸とともに監督助手に抜擢される。
2001年、マッドハウスに拠点を移し、『はじめの一歩』第54話「王者の拳」で演出デビュー。その後、『妄想代理人』『茄子 アンダルシアの夏』『茄子 スーツケースの渡り鳥』など、数々のテレビシリーズ・劇場・OVA作品に絵コンテ・演出として参加、湯浅政明監督作品『ケモノヅメ』では助監督を務める。
2009年、『RIDEBACK -ライドバック-』で監督デビュー。
2012年、『青の祓魔師 ―劇場版―』で劇場用長編映画を初監督する。
2017年、『ドラえもん のび太の南極カチコチ大冒険』を監督。
2021年、『ゴジラ S.P ＜シンギュラポイント＞』を監督、翌年の第53回星雲賞でメディア部門を受賞。

## 参加作品

### テレビアニメ
2001年
- はじめの一歩（演出）

2002年
- アベノ橋魔法☆商店街（絵コンテ・演出）
- 花田少年史（-2003年、絵コンテ）

2004年
- 妄想代理人（絵コンテ・演出）
- MONSTER（-2005年、絵コンテ・演出）

2005年
- 闘牌伝説アカギ 〜闇に舞い降りた天才〜（絵コンテ）

2006年
- ケモノヅメ（監督補佐・脚本・絵コンテ・演出）
- NANA（絵コンテ）

2009年
- RIDEBACK -ライドバック-（監督・絵コンテ・演出）
- 青い文学シリーズ（絵コンテ）

2011年
- Wakfu Episode BONUS 「Ogrest, la Légende」（監督・絵コンテ・演出）
- 青の祓魔師（絵コンテ）

2012年
- LUPIN the Third -峰不二子という女-（絵コンテ）

2013年-
- ドラえもん（絵コンテ・演出・脚本・原画）

2014年
- 世界征服〜謀略のズヴィズダー〜（絵コンテ）
- スペース☆ダンディ（絵コンテ・演出）
- ソードアート・オンラインII（絵コンテ）

2015年
- 七つの大罪（絵コンテ）
- ガンダム Gのレコンギスタ（絵コンテ）
- 夜ノヤッターマン（絵コンテ）
- それいけ!アンパンマン（絵コンテ）
- フューチャーカード バディファイト100（絵コンテ）
- すべてがFになる THE PERFECT INSIDER（絵コンテ）

2018年
- ひそねとまそたん（絵コンテ）
- 僕のヒーローアカデミア（絵コンテ）

2019年
- モブサイコ100 II（絵コンテ）

2021年
- ゴジラ S.P ＜シンギュラポイント＞（監督・絵コンテ）

2022年
- 王様ランキング（絵コンテ）

2025年
- 真・侍伝 YAIBA（絵コンテ）
- ガチアクタ（絵コンテ）

### 劇場アニメ
1999年
- ホーホケキョ となりの山田くん（制作進行）

2001年
- 千と千尋の神隠し（監督助手）

2003年
- 茄子 アンダルシアの夏（演出）

2012年
- チベット犬物語 〜金色のドージェ〜（演出）
- 青の祓魔師 ―劇場版―（監督・絵コンテ）

2016年
- 映画ドラえもん 新・のび太の日本誕生（おまけ映像）

2017年
- 映画ドラえもん のび太の南極カチコチ大冒険（監督・脚本・絵コンテ・演出）

2023年
- ドラえもん&SF短編「宇宙（そら）からのオトシダマ」（監督・脚本・絵コンテ・演出）

### OVA
- 茄子 スーツケースの渡り鳥（2007年、演出）

### Webアニメ
- T・Pぼん（2024年、絵コンテ）
- 〈物語〉シリーズ オフ&モンスターシーズン（2024年、絵コンテ）